# Riccardo di Taranto
Riccardo di Taranto (1130) è stato un politico e militare italiano.
Riccardo, barone di Laterza, fu protonotario del Regno di Sicilia dal 1166 al 1168.
Partecipò alla seconda crociata e al suo ritorno fondò l'Abbazia di Santa Maria del Galeso, che venne ultimata nel 1169.
Dal 1173 al 1194 divenne logoteta del Sacro Palazzo Reale (ossia del Regno), sotto i re normanni Guglielmo II, Tancredi e Guglielmo III.
Combatté nella battaglia di Aquino contro le armate teutoniche dell'imperatore Enrico VI.

## Famiglia
(Ambrogio Merodio Istoria tarentina)
Di Riccardo conosciamo anche alcuni discendenti:
- Andrea, suo figlio che nel 1209 venne privato del feudo laertino a favore dell'arcivescovo di Bari Berardo di Castagna
- Goffredo I suo nipote che assunse il cognome Capitignano, come il feudo in suo possesso
- Goffredo II, che per via del padre Roberto fu appellato Domini Roberti, dando origine al secondo ramo della famiglia